# Liste der denkmalgeschützten Objekte in Salzburg-Morzg
Die Liste der denkmalgeschützten Objekte in Salzburg-Morzg enthält die denkmalgeschützten, unbeweglichen Objekte der Salzburger Katastralgemeinde Morzg.

## Denkmäler
| Foto |                 | Denkmal | Standort                                     | Beschreibung | Metadaten |
| ---- | --------------- | --- | -------------------------------------------- | --- | --- |
| ja   | Datei hochladen | Hofkapelle hl. Josef, Einfahrtsanlage zum Josefs- oder Kasererhof HERIS-ID: 71362 Objekt-ID: 84525                                                                       | Alpenstraße 6 Standort KG: Morzg             | Die Kapelle des Kasererhofes wurde 1677 errichtet. | BDA-Hist.: Q1614075 Status: Bescheid Stand der BDA-Liste: 2025-06-30 Name: Hofkapelle hl. Josef, Einfahrtsanlage zum Josefs- oder Kasererhof GstNr.: 3/1 Chapel Saint Joseph, Kasererhof                                                                |
| BW   | Datei hochladen | Wüstenrot Versicherungs-Center HERIS-ID: 239136seit 2023 | Alpenstraße 61 Standort KG: Morzg            | Das Verwaltungsgebäude wurde 1990/91 von Josef Lackner erbaut. Es besteht aus einem segmentbogenförmigen Bürotrakt mit vorgespannter gläserner Lärmschutzwand und einem zylindrischen, über eine Brücke mit dem Haupthaus verbundene Annex. Es erhielt 1992 den Architekturpreis des Landes Salzburg. | BDA-Hist.: Q119231415 Status: Bescheid Stand der BDA-Liste: 2025-06-30 Name: Wüstenrot Versicherungs-Center GstNr.: 40/5 |
| ja   | Datei hochladen | Kath. Pfarrkirche hl. Johannes Capistran, Gneis HERIS-ID: 53134 Objekt-ID: 60925                                                                                         | Eduard-Macheiner-Straße 4 Standort KG: Morzg | Der rechteckige Betonskelettbau mit seitlich angestelltem Glockenturm entstand in den Jahren 1964 bis 1966. Über dem Altar befindet sich ein Kruzifix, das vermutlich aus dem 17. Jahrhundert stammt. | BDA-Hist.: Q38055870 Status: § 2a Stand der BDA-Liste: 2025-06-30 Name: Kath. Pfarrkirche hl. Johannes Capistran, Gneis GstNr.: 445/24 Pfarrkirche Salzburg-Gneis                                                                                       |
| ja   | Datei hochladen | Kath. Pfarrkirche Gottessiedlung zur hl. Erentrudis in Herrnau mit Kloster HERIS-ID: 53144 Objekt-ID: 60936                                                              | Erentrudisstraße Standort KG: Morzg          | Gottessiedlung zur hl. Erentrudis erbaut 1958–1962 in der Josefiau, in Folge Herrnau, nach Plänen von Robert Kramreiter in einem Neubaugebiet von Kriegsaussiedlern. Das Seelsorgezentrum mit Pfarrkirche, Pfarrhof, Kindergarten umfasst auch das Kloster mit Klosterkapelle der Eucharistieschwestern. | BDA-Hist.: Q19284285 Status: § 2a Stand der BDA-Liste: 2025-06-30 Name: Kath. Pfarrkirche Gottessiedlung zur hl. Erentrudis in Herrnau mit Kloster GstNr.: 39/12, 39/10, 39/23, 39/10 Pfarrkirche Herrnau                                               |
| ja   | Datei hochladen | Schloss Herrnau HERIS-ID: 36749 Objekt-ID: 35730 | Frohnburgweg 10 Standort KG: Morzg           | Das Schloss wurde 1631 erbaut und um 1740 umgebaut. Es ist ein dreigeschoßiges Gebäude mit hohem Walmdach und vorspringendem Risalit, von dem sich noch einmal ein Treppenturm absetzt. | BDA-Hist.: Q1374368 Status: Bescheid Stand der BDA-Liste: 2025-06-30 Name: Schloss Herrenau GstNr.: 75/2 Schloss Herrnau |
| ja   | Datei hochladen | Schloss- und Parkanlage Hellbrunn mit archäologischer Fundzone Hellbrunner Berg HERIS-ID: 113159 Objekt-ID: 131407seit 2020                                              | Fürstenweg 37, u. a. Standort KG: Morzg      | Markus Sittikus von Hohenems erbaute von 1613 bis 1615 vor den Toren der Stadt Salzburg unter Einbeziehung eines spätgotischen Adelssitzes eine villa suburbana nach italienischem Vorbild. Architekt war Santino Solari. Das Schloss bildet gemeinsam mit dem Zufahrtsweg von Osten, dem Ostportal und dem Fürstenweg (heute die Alpenstraße querend) eine weit in die Landschaft ausgreifende Schlossachse. Auf dem Hellbrunner Berg befand sich ein Fürstensitz der späteren Hallstatt-Zeit. | BDA-Hist.: Q105646970 Status: Bescheid Stand der BDA-Liste: 2025-06-30 Name: Schloss- und Parkanlage Hellbrunn mit archäologischer Fundzone Hellbrunner Berg GstNr.: 953, 970, 974, 980, 986, 997, 1060, 1061                                           |
| ja   | Datei hochladen | Krematorium im Kommunalfriedhof HERIS-ID: 66490 Objekt-ID: 79374 | Gneiser Straße 8 Standort KG: Morzg          | Das Krematorium im erweiterten Friedhofsgelände wurde 1930/31 in Form einer Stufenpyramide erbaut und bildet den Zielpunkt der Hauptachse des Friedhofs. | BDA-Hist.: Q38113099 Status: § 2a Stand der BDA-Liste: 2025-06-30 Name: Krematorium im Kommunalfriedhof GstNr.: 250/4 Salzburger Kommunalfriedhof - crematorium                                                                                         |
| ja   | Datei hochladen | Kommunalfriedhof mit neuer und alter Aufbahrungshalle, Figurenbildstock sitzender Engel, Heldendenkmal, Eingangsbereich und Ummauerung HERIS-ID: 88941 Objekt-ID: 103532 | Gneiser Straße 8 Standort KG: Morzg          | Der gründerzeitliche Kommunalfriedhof außerhalb der Stadt wurde 1878 errichtet und seither mehrmals Richtung Süden erweitert. Er ist um eine vom Hauptportalbau im Neorenaissancestil ausgehende Achse symmetrisch angelegt. Die Friedhofskapelle stammt aus den Jahren 1909/10, die Aufbahrungshalle aus den Jahren 1912/13 | BDA-Hist.: Q2215970 Status: § 2a Stand der BDA-Liste: 2025-06-30 Name: Kommunalfriedhof mit neuer und alter Aufbahrungshalle, Figurenbildstock sitzender Engel, Heldendenkmal, Eingangsbereich und Ummauerung GstNr.: 250/2 Salzburger Kommunalfriedhof |
| ja   | Datei hochladen | Bauernhaus, Lainerhof – Wohnhaustrakt HERIS-ID: 53139 Objekt-ID: 60931                                                                                                   | Gneiser Straße 14 Standort KG: Morzg         | | BDA-Hist.: Q38055900 Status: § 2a Stand der BDA-Liste: 2025-06-30 Name: Bauernhaus, Lainerhof – Wohnhaustrakt GstNr.: 269/9 |
| ja   | Datei hochladen | Bauernhof, Buberlgut HERIS-ID: 41618 Objekt-ID: 42146 | Gneiser Straße 31 Standort KG: Morzg         | | BDA-Hist.: Q38001840 Status: Bescheid Stand der BDA-Liste: 2025-06-30 Name: Bauernhof, Buberlgut GstNr.: 254/2 |
| ja   | Datei hochladen | Pfarrhof Morzg HERIS-ID: 68470 Objekt-ID: 81478 | Gneiser Straße 62 Standort KG: Morzg         | Der Pfarrhof wurde 1911 errichtet und 1971 umgebaut. | BDA-Hist.: Q38119780 Status: § 2a Stand der BDA-Liste: 2025-06-30 Name: Pfarrhof Morzg GstNr.: 550/4 |
| ja   | Datei hochladen | Kath. Pfarrkirche hl. Vitus mit altem Friedhof HERIS-ID: 53142 Objekt-ID: 60934                                                                                          | Gneiser Straße 62B Standort KG: Morzg        | Die barocke Pfarrkirche mit ihrem im Kern gotischen Westturm steht leicht erhöht über der Dorfmitte. Im Inneren schließt an das dreischiffige Langhaus im Osten der einschiffige Chor mit Fünfachtelschluss an. Als Hochaltar dient ein spätgotischer Flügelaltar aus der Zeit um 1480; die beiden Seitenaltäre sowie die Kanzel entstanden Ende des 17. Jahrhunderts. | BDA-Hist.: Q38055919 Status: § 2a Stand der BDA-Liste: 2025-06-30 Name: Kath. Pfarrkirche hl. Vitus mit altem Friedhof GstNr.: 555 Pfarrkirche Morzg |
| ja   | Datei hochladen | Schloss Kayserburg HERIS-ID: 36750 Objekt-ID: 35731 | Hellbrunner Allee 48 Standort KG: Morzg      | Die Kayserburg hat ihren Namen vom salzburgischen Hauptmann Hans Kayser, der das Anwesen in der ersten Hälfte des 17. Jahrhunderts bewohnte. Das Schloss ist in Privatbesitz und nicht zu besichtigen. | BDA-Hist.: Q1342022 Status: Bescheid Stand der BDA-Liste: 2025-06-30 Name: Schloss Kaiserburg GstNr.: 152/3 Schloss Kayserburg |
| ja   | Datei hochladen | Wohnhaus, ehem. Wirtschaftsgebäude Kayserburghof HERIS-ID: 74959 Objekt-ID: 88421seit 2012                                                                               | Hellbrunner Allee 50 Standort KG: Morzg      | Das ehemalige Wirtschaftsgebäude des Kayserhofs mit einem Schopfdach wurde im 20. Jahrhundert zu Wohnzwecken adaptiert. | BDA-Hist.: Q38137565 Status: Bescheid Stand der BDA-Liste: 2025-06-30 Name: Wohnhaus, ehem. Wirtschaftsgebäude Kaiserburghof GstNr.: 151/1 Schloss Kayserburg                                                                                           |
| ja   | Datei hochladen | Gutshof/Meierhof (herrschaftlich), Ederbauer, Frohnburghof HERIS-ID: 62191 Objekt-ID: 74717                                                                              | Hellbrunner Allee 51 Standort KG: Morzg      | Der ehemalige Bauernhof nordöstlich der Frohnburg weist zwei gemauerte Geschoße unter einem Schopfdach auf. Der einstige Stallteil wurde später umfunktioniert. | BDA-Hist.: Q38099099 Status: § 2a Stand der BDA-Liste: 2025-06-30 Name: Gutshof/Meierhof (herrschaftlich), Ederbauer, Frohnburghof GstNr.: 117/1 Frohnburghof (Salzburg Morzg)                                                                          |
| ja   | Datei hochladen | Schloss Emsburg (Kreuzhofschloss) mit Inventar HERIS-ID: 53143 Objekt-ID: 60935                                                                                          | Hellbrunner Allee 52 Standort KG: Morzg      | Das Schloss stammt in der heutigen Form aus der Zeit um 1620. Es ist ein quadratischer Bau mit angebautem Treppenturm an der Westseite. Zum Eingang führt eine prunkvolle Doppeltreppe hinauf. | BDA-Hist.: Q2240843 Status: Bescheid Stand der BDA-Liste: 2025-06-30 Name: Schloss Emsburg (Kreuzhofschloss) mit Inventar GstNr.: 620 Schloss Emsburg, Salzburg                                                                                         |
| ja   | Datei hochladen | Schloss Frohnburg, Gesamtanlage samt Umfassungsmauer, Park und sonstigen Objekten HERIS-ID: 53145 Objekt-ID: 60937                                                       | Hellbrunner Allee 53 Standort KG: Morzg      | Schloss Frohnburg oder Fronburg wurde um 1670 errichtet. Es ist ein rechteckiger Bau mit Mittelrisalit, der einen Volutengiebel aufweist. Der Garten war ursprünglich ein Barockgarten und stammt ebenso wie Pförtnerhaus, Gärtnerhaus und Wasserturm aus dem späten 17. Jahrhundert, erhalten sind noch Wasserbecken und eine Brunnenschale. | BDA-Hist.: Q2241087 Status: Bescheid Stand der BDA-Liste: 2025-06-30 Name: Schloss Fronburg, Gesamtanlage samt Umfassungsmauer, Park und sonstigen Objekten GstNr.: 117/2, 121/2, 124/3, 126/2 Schloss Frohnburg                                        |
| ja   | Datei hochladen | sog. Fischerhäusl HERIS-ID: 36751 Objekt-ID: 35732 | Hellbrunner Allee 60 Standort KG: Morzg      | | BDA-Hist.: Q37971984 Status: Bescheid Stand der BDA-Liste: 2025-06-30 Name: sog. Fischerhäusl GstNr.: 678, 674, 680 |
| ja   | Datei hochladen | Kreuzhof HERIS-ID: 36752 Objekt-ID: 35733 | Hellbrunner Allee 63 Standort KG: Morzg      | Der gegenüber der Emsburg stehende dreigeschoßige Kreuzhof wurde Anfang des 17. Jahrhunderts als Wirtschaftshof erbaut. Bei einem Gesamtumbau im Jahr 1961 wurden der Stallteil größtenteils abgetragen und das übrige Gebäude für Wohnzwecke adaptiert. | BDA-Hist.: Q37971995 Status: Bescheid Stand der BDA-Liste: 2025-06-30 Name: Kreuzhof GstNr.: 613 Kreuzhof (Salzburg) |
| ja   | Datei hochladen | Schloss Emslieb HERIS-ID: 36753 Objekt-ID: 35734 | Hellbrunner Allee 65 Standort KG: Morzg      | Das Schloss wurde vor 1620 erbaut, Ende des 18. Jahrhunderts umgebaut und im 19. Jahrhundert neu fassadiert. Es ist durch einen Ziergiebel und zwei Seitenrisalite charakterisiert. | BDA-Hist.: Q2240844 Status: Bescheid Stand der BDA-Liste: 2025-06-30 Name: Schloss Emslieb GstNr.: 688, 691/2, 697/2, 914/2, 691/4, 691/5 Schloss Emslieb - Morzg                                                                                       |
| ja   | Datei hochladen | Reitstall, ehem. Meierei des Schlosses Emslieb HERIS-ID: 36754 Objekt-ID: 35735                                                                                          | Hellbrunner Allee 67 Standort KG: Morzg      | | BDA-Hist.: Q37972013 Status: Bescheid Stand der BDA-Liste: 2025-06-30 Name: Reitstall, ehem. Meierei des Schlosses Emslieb GstNr.: 685 |
| ja   | Datei hochladen | Villa Schider HERIS-ID: 36755 Objekt-ID: 35736 | Hofhaymer-Allee 56 Standort KG: Morzg        | | BDA-Hist.: Q37972024 Status: Bescheid Stand der BDA-Liste: 2025-06-30 Name: Villa Schider GstNr.: 160/26 |
| ja   | Datei hochladen | Denkmal für Regiment Erzherzog Rainer HERIS-ID: 67890 Objekt-ID: 80873                                                                                                   | Kernpark Standort KG: Morzg                  | | BDA-Hist.: Q38117781 Status: § 2a Stand der BDA-Liste: 2025-06-30 Name: Denkmal für Regiment Erzherzog Rainer GstNr.: 249/2 Salzburger Kommunalfriedhof - memorial to Infanterieregiment Erzherzog Rainer                                               |
| ja   | Datei hochladen | Buchholzerhof HERIS-ID: 36756 Objekt-ID: 35737 | Kleingmainer Gasse 29 Standort KG: Morzg     | | BDA-Hist.: Q37972035 Status: Bescheid Stand der BDA-Liste: 2025-06-30 Name: Buchholzerhof GstNr.: 159/1 |
| ja   | Datei hochladen | Rupertihof/Schlosshotel St. Rupert HERIS-ID: 11100 Objekt-ID: 7172 | Morzger Straße 31 Standort KG: Morzg         | Der auch Lasserhof genannte, in einem Park gelegene zweistöckige Bau mit Barockportal stammt aus der Zeit um 1670. Es ist eine ehrenhofartige Anlage mit zwei langen Seitenrisaliten. Im Eingangsbereich befindet sich eine Statue des hl. Rupert. | BDA-Hist.: Q1806673 Status: Bescheid Stand der BDA-Liste: 2025-06-30 Name: Rupertihof/Schlosshotel St. Rupert GstNr.: 144, 149 Lasserhof |
| ja   | Datei hochladen | Erentrudishof (Nonnberghof) HERIS-ID: 76250 Objekt-ID: 89805 | Morzger Straße 40 Standort KG: Morzg         | Das landwirtschaftliche Gehöft von Stift Nonnberg wurde in der Bausubstanz 1908/10 von Karl Pirich im damals beliebten Heimatstil erbaut. | BDA-Hist.: Q38142849 Status: § 2a Stand der BDA-Liste: 2025-06-30 Name: Erentrudishof GstNr.: 225/4 Erentrudishof |
| ja   | Datei hochladen | Villa beim Erentrudishof HERIS-ID: 53141 Objekt-ID: 60933 | Morzger Straße 40 Standort KG: Morzg         | | BDA-Hist.: Q38055909 Status: § 2a Stand der BDA-Liste: 2025-06-30 Name: Villa beim Erentrudishof GstNr.: 225/4 |
| ja   | Datei hochladen | Wagnerhaus HERIS-ID: 76248 Objekt-ID: 89803 | Morzger Straße 42 Standort KG: Morzg         | | BDA-Hist.: Q38142804 Status: § 2a Stand der BDA-Liste: 2025-06-30 Name: Wagnerhaus GstNr.: 226/2 |
| ja   | Datei hochladen | Davidhof HERIS-ID: 76249 Objekt-ID: 89804 | Morzger Straße 44 Standort KG: Morzg         | | BDA-Hist.: Q38142825 Status: § 2a Stand der BDA-Liste: 2025-06-30 Name: Davidhof GstNr.: 517/1 |
| ja   | Datei hochladen | Reischlgut oder Stockergut HERIS-ID: 60146 Objekt-ID: 72078 | Morzger Straße 78 Standort KG: Morzg         | | BDA-Hist.: Q38090436 Status: Bescheid Stand der BDA-Liste: 2025-06-30 Name: Reischlgut oder Stockergut GstNr.: 938 |
| ja   | Datei hochladen | Maria-Theresien-Schlössl HERIS-ID: 66108 Objekt-ID: 78981 | Morzger Straße 87 Standort KG: Morzg         | Die neobarocke Villa wurde 1901 erbaut und 1935 von Alfred Keller und Martin Knoll umgebaut. Der Name stammt nicht von der Kaiserin, sondern von der Mutter des Bauherren. | BDA-Hist.: Q15833864 Status: Bescheid Stand der BDA-Liste: 2025-06-30 Name: Hotel Restaurant Maria Theresien-Schlössl GstNr.: 679/1 Maria-Theresien-Schlössl, Salzburg                                                                                  |

## Ehemalige Denkmäler
| Foto |                 | Denkmal                                                                                    | Standort                               | Beschreibung | Metadaten |
| ---- | --------------- | ------------------------------------------------------------------------------------------ | -------------------------------------- | --- | --- |
| ja   | Datei hochladen | Anlage Schloss Hellbrunn samt Gartenbaudenkmalen HERIS-ID: 88287 Objekt-ID: 102838bis 2023 | Fürstenweg 37 u. a. Standort KG: Morzg | 2024 wurde eine Dopplung aufgelöst, das Schloss Hellbrunn ist jetzt unter Schloss- und Parkanlage Hellbrunn mit archäologischer Fundzone Hellbrunner Berg subsumiert, siehe dort. | BDA-Hist.: Q115593 Status: § 2a Stand der BDA-Liste: 2023-06-05 Name: Anlage Schloss Hellbrunn samt Gartenbaudenkmalen GstNr.: 970, 974, 980, 986, 997 Schloss Hellbrunn |